# Thamshavnsbanan
Thamshavnsbanan är en tidigare järnvägslinje mellan Løkken Verk och Thamshavn i Orklands kommun i västra Norge. Den transporterade svavelkis från gruvorna i Løkken till utskeppningshamnen Thamshavn, men också gods och passagerare i samtrafik med ångaren ’’DS Orkla’’ på Trondheimsfjorden till Trondheim. Järnvägen invigdes 1908 och transporterade gods och passagerare till 1963. Den var industrijärnväg till 1975 och är från 1983 museijärnväg.
Thamshavnsbanan var en av Norges första järnvägslinjer med eldrift. Den drivs än idag med enfas växelström (6 600 V, 25 Hz) och är den enda järnvägen i Norden med meterspår (1 000 mm). Den är också Norges näst brantaste järnväg efter Flåmsbanan med en stigning på upp till 44 ‰.

## Historik
Thamshavnsbanan byggdes för att frakta kopparhaltig svavelkis från gruvorna i Løkken Verk till Orkdalsfjorden i Trondheimsfjorden.
När företagsledaren Christian Thams återvände till Norge på 1890-talet från en mångårig vistelse i utlandet för att bli partner i sin fars företag lät han ersätta de manuella länspumparna i gruvan med elektriska och undersökte om banan kunde drivas med el. Tillsammans med Christian Salvesen bildade han år 1898 bolaget Chr. Salvesen & Chr. Thams's Communications Aktieselskab, vanligen Salvesen & Thams.
Planen var att bygga en smalspårig järnväg med en spårvidd på 750 mm från Thamshavn till Svorkmo och en linbana därifrån till Løkken Verk och Dragset. Man valde mellan likström och enfas eller trefas växelström, men även andra möjligheter utvärderades, bland annat ånglok. I Berlin hade AEG gjort lyckade försök med enfas växelström och flera likströmssystem med begränsad kapacitet var redan i drift. Salvesen & Thams fick tillstånd att driva linjen den 1 mars 1904 som ett dotterbolag till det nybildade Orkla Grube-Aktiebolag (OGAB). Tillståndet gällde för en eldriven järnväg med en spårvidd på minst 750 mm.
När byggnationen startade i februari 1906, med omkring 300 man, hade flera av de tidigare planerna övergetts. Då skulle järnvägslinjen gå ända fram till Løkken Verk och sträckan från Svorkmo skulle vara ett sidospår. Till Svorkmo skulle den minsta kurvradien vara 250 m och stigningen högst 13,3 ‰ och linjen skulle kunna byggas om till normalspår. Från Svorkmo till Løkken Verk skulle den minsta kurvradien vara 60 m och stigningen högst 36 ‰. Spårvidden hade också ökats, från 750 mm till 1 000 mm. Anpassningen till normalspår var en förutsättning för att järnvägen skulle kunna inlösas av staten och ingå i den planerade Orklabanan från Berkåk via Orkanger till Trondheim. Strömsystemet blev 6 600 Volt, 25 Hertz, enfas växelström.
Hösten 1907 nådde man fram till älven Svorka vid Svorkmo och den 17 november gick det första godståget. Bron över älven var inte färdig, så godset transporterades vidare med linbana till Svorkmo. Den 10 juli 1908 var det äntligen klart för den högtidliga invigningen av kung Haakon VII. Sällskapet gick ombord på ångaren ’’DS Orkla’’ i Trondheim för den första etappen till Thamshavn och reste därifrån  med järnvägens salongsmotorvagn, sedan dess benämnd ”Kungavagnen”, med stopp på alla stationer på vägen till Svorkmo.
Ordinarie drift startade den 15 juli med fyra dagliga avgångar i varje riktning, varav två hade förbindelse med båten till Trondheim. Resan från Trondheim till Svorkmo tog knappt tre timmar. Det var Norges första ordinarie järnväg med eldrift. Industrijärnvägen Skotfosbanan, från år 1892, spårvagnslinjen Briskebylinjen, från 1894 och förortsbanan Holmenkollbanan drevs visserligen också med el, men de transporterade antingen gods eller passagerare, inte både och.
Sträckan från Svorkmo till Løkken Verk, som byggdes åren 1907–1908, skulle ursprungligen ha varit en industrijärnväg, men bolaget sökte också tillstånd för vanlig trafik. Det dröjde dock, och man fick först ett tillfälligt tillstånd som industrijärnväg. Även om det gick dagliga persontåg var det gratis for passagerarna, som åkte med på eget ansvar. Gratistrafiken slutade i november 1909 och den 5 augusti 1910 fick bolaget äntligen sitt tillstånd. Tio dagar senare öppnades sträckan officiellt av statsminister Wollert Konow.

## Rullande materiel

Lok nr. 3 från 1908 utställd på Gløshaugen i Trondheim.

Man började med tre ellok med 160 hk, nr 1–3, en elektrisk salongsmotorvagn med 80 hk, nr 4, två personvagnar med 3:e klass samt konduktör-, post- och resgodskupé, CFo 9 och 10, två personvagnar med 1:a och 3:e klass, ACo 11 och 12, samt ett antal gods- och kisvagnar. Loken och salongsmotorvagnen köptes från Brittish Westinghouse i England och person-, gods- och kisvagnarna levererades av Skabo jernbanevognfabrik.
Järnvägen gick mycket bättre än förväntat och första året var inkomsten från person- och godstrafiken fem gånger högre än beräknat. Flera nya kis- och godsvagnar beställdes och i oktober 1909 beställdes två elektriska motorvagnar från Skabo och AEG, nr 5 och 6, till persontrafiken. De levererades året efter och hade 300 hk, alltså nästan dubbelt så mycket som loken från 1908, och användes därför till tyngre tåg med både person- och godsvagnar och ibland även till kistågen. År 1910 skaffade man ett litet ånglok på cirka 90 hk från Borsig i Berlin, nr 9, som växellok och reservdragkraft.
År 1916 köpte man två 400 hk kistågslok från Svenska Järnvägsverkstäderna (ASJ) i Falun med elutrustning från ASEA, nr 7 och 8,  och loken från 1908 nedklassades till växellok. År 1939 köptes också ett begagnat ånglok, nr 10, från ’’Det Norske Zinkkompani’’ i Tyssedal som tyska Orenstein & Koppel hade byggt år 1928.

## Andra världskriget

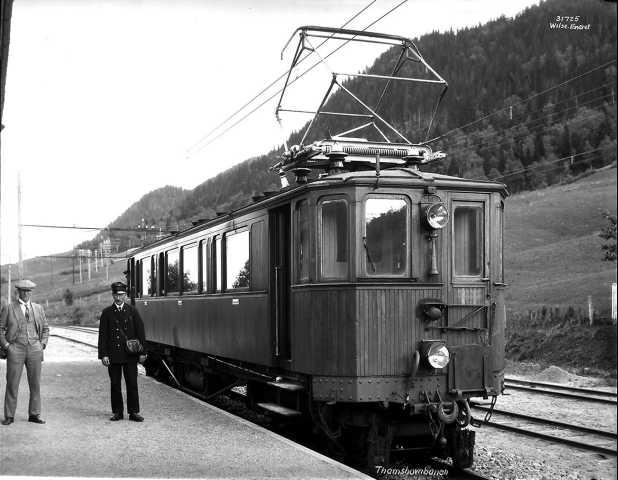
Motorvagn nr 5 eller 6 på Orkanger station,1927.

Produktionen av koppar- och svavelkis på Løkken Verk var viktig för Tyskland under andra världskriget. OGAB levererade 25 % av landets  behov av koppar och svavel och det ville de allierade sätta stopp för.
Den norska exilregeringen i London godkände en aktion mot transformatorstationen på Bårdshaug station och sprängningen den 4 maj 1942 begränsade elförsörjningen till järnvägen. Under ett par veckor kördes persontrafiken med ånglok, sedan med ellok och efterhand kunde man köra små kiståg. I slutet av juli var trafiken nästan normal igen, men de tunga kistågen körde inte med full kapacitet förrän i november. Salvesen & Thams befarade att tågen skulle drabbas av sabotage och skaffade därför extra dragkraft. Eftersom Thamshavnsbanan hade en unik kombination av strömsystem och spårvidd så fick man inte tag i ellok utan skaffade ånglok. Sommaren 1942 hyrdes fem lok, nr 11–15, från ’’Metallgesellschaft’’ i Frankfurt, som hämtade dem från Paul Corgass Bauunternehmung i Posen. Loken hade byggts av ’’Corpet-Louvet’’ i Paris år 1921 för franska ’’Enterprise Paul Frot’’ men hade flyttats till Tyskland efter ockupationen.
Den 30 oktober 1943 small det igen, samtidigt i Thamshavn, Orkanger och Løkken och två växellok, ett ånglok, ett kistågslok och en motorvagn förstördes. Tre veckor senare small det igen i Løkken, men nu endast med mindre skador som följd, så trafiken var snart igång igen. Den 9 maj 1944 sprängdes kistågslok nr 7 på spåren mellan Svorkmo och Øyum och den 1 juni blev den andra motorvagnen förstörd i en brand. De fem inhyrda ångloken, som hade stått i reserv sedan sommaren 1942, togs i drift i oktober 1943, men även med dubbla lok var dragkraften begränsad. Tyskarna skaffade två relativt stora ånglok, som hade byggts av ’’Berliner Maschinenbau’’ år 1931 åt Deutsche Reichsbahn för användning på ’’Eisfeld–Schönbrunnbanan’’, som sattes i trafik sommaren 1944. Ångloken fick tysk personal eftersom, hävdade man, de norska lokförarna endast kunde hantera ellok.
Efterhand fanns det inga lok för meterspår att få tag i, men det var fortfarande risk för nya sabotageaktioner. Tyskarna beslöt, trots bolagets protester, att bygga om hela järnvägen till trespår, så att man skulle kunna dra de smalspåriga vagnarna med normalspåriga lok från NSB. Bygget startade i augusti 1944 när en tysk pionjärtrupp oväntat dök upp. Salvesen & Thams ville inte delta i ombyggnaden så den tekniska delen av arbetet leddes av ingenjörer från NSB. Arbetsstyrkan på 800 man bestod av pionjärer samt polska och jugoslaviska krigsfångar. Flera kurvor rätades ut och en tunnel byggdes. De ursprungliga syllarna var i bra skick men de som lades för det bredare spåret var av sämre kvalitet. Arbetet var klart 5 maj 1945. Med ombyggnaden och tunneln ökade den maximala stigningen från 36 ‰ till 44 ‰.

## Återuppbyggnad

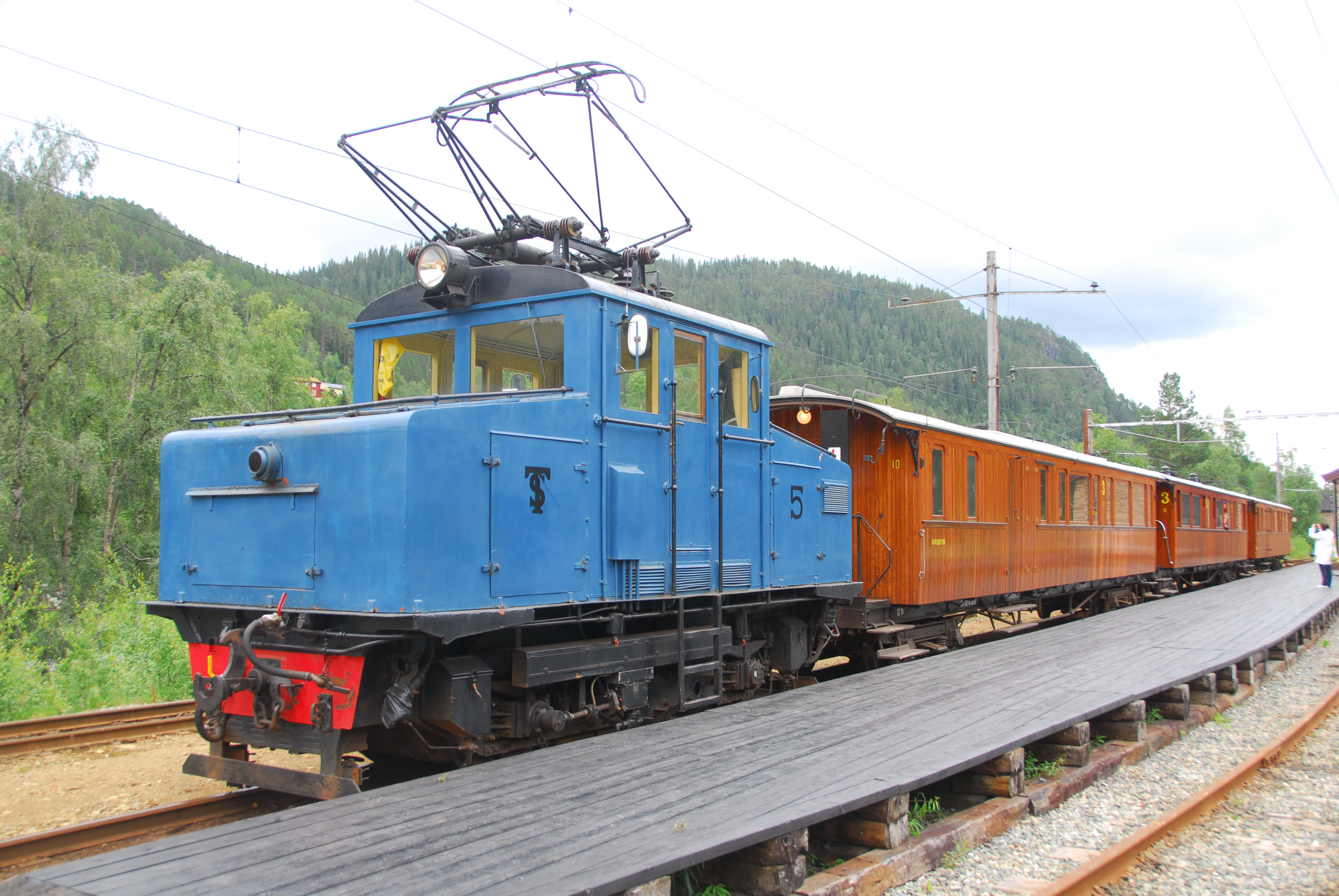
Lok nr 5 på Løkken station.

När tyskarna lämnade Norge år 1945 var det mycket som måste röjas och ställas i ordning. Rälsen, som tyskarna hade lagt, tillhörde NSB och skulle användes på andra ställen i järnvägsnätet. Under de följande tio åren byttes också alla syllar ut mot nya, kreosotimpregnerade.
Med endast ett eldrivet växellok och sju ånglok kvar måste man reparera materielen så fort som möjligt. Ett växellok blev klart på en dryg månad och de två kistågsloken året efter. Växelloken fick användas till både växling och persontrafik tillsammans med ångloken eftersom motorvagnarna var förstörda. År 1950 levererades tre lok från Norsk Elektrisk & Brown Boveri (NEBB) och Skabo. Det nya 480 hk kistågsloket nr 1, hade dock många barnsjukdomar och kom först i ordinarie trafik våren 1951. Det hade också svårt att få fäste på rälsen om vintern och kallades därför ”Sommarloket”. När persontågslok nr 5 och 6, med 240 hk levererades i september hade man tillräckligt med ellok för driften men två dieselmekaniska växellok på 165 hk, nr 9 och 10, köptes från Ruston and Hornsby Ltd till de spår som inte hade kontaktledningar. De sista ångloken utrangerades och skrotades år 1953.

## Nedläggning och industrijärnväg

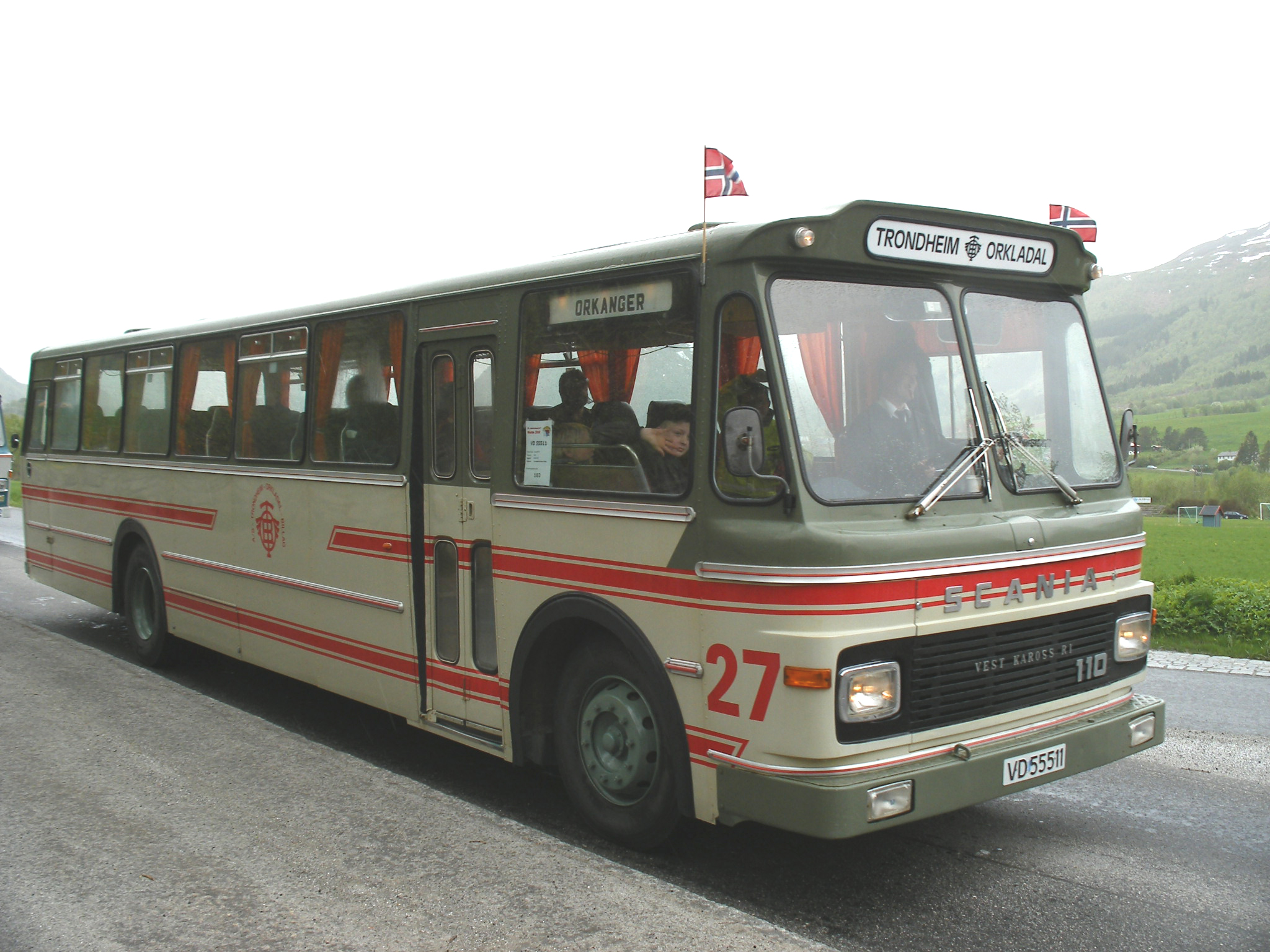
Bussar tog över gods- och persontrafiken år 1963.

Järnvägen fick konkurrens från landsvägstrafiken på 1920-talet och person- och godstrafiken minskade. Salvesen & Thams ansökte om att få driva järnvägen som en ren bruksjärnväg utan passagerar- och godstransport från år 1938 men det beviljades inte eftersom vägarna ansågs vara i för dåligt skick. Under andra världskriget ökade trafiken så mycket att antalet resande begränsades av tillgången på materiel, men med allt bättre vägar och fler fordon utkonkurrerades järnvägen efterhand. År 1958 ansökte man åter om att slippa gods- och passagerartrafiken och det beviljades. Sista ordinarie tåg med passagerare och gods var fullsatt när det lämnade Thamshavn den 30 april 1963 klockan 20:15.
När järnvägen blev bruksbana, överfördes också drift och materiel till OGAB. De anställda överfördes den 1 november 1963 och resten fem år senare. Salvesen & Thams blev ett vilande bolag tills koncernen fusionerade med Borregaard år 1986 och flyttade huvudkontoret till Sarpsborg. År 1972 skänktes lok nr 3 till en studentförening vid NTH och placerades på Gløshaugen. Redan i början av 1960-talet övervägde man att lägga ned järnvägen till fördel för lastbilstransport, men vägarna bedömdes vara för dåliga och kostnaden för lastbilar för hög. Dödsstöten för järnvägen kom när svavelpriserna sjönk och gruvproduktionen lades om till enbart koppar och zink. När transportbehovet minskade med 90 % försvann underlaget för järnvägen. Den 29 maj 1974 gick det sista kiståget från Løkken Verk. Trafiken på järnvägen var slut, men den lades inte ner utan bara i malpåse. Bolaget behöll den och materielen i väntan på en eventuell ökning av svavelpriserna som kunde göra driften lönsam igen. Beslutet gjorde det enklare för museijärnvägen att ta över.

## Museijärnväg

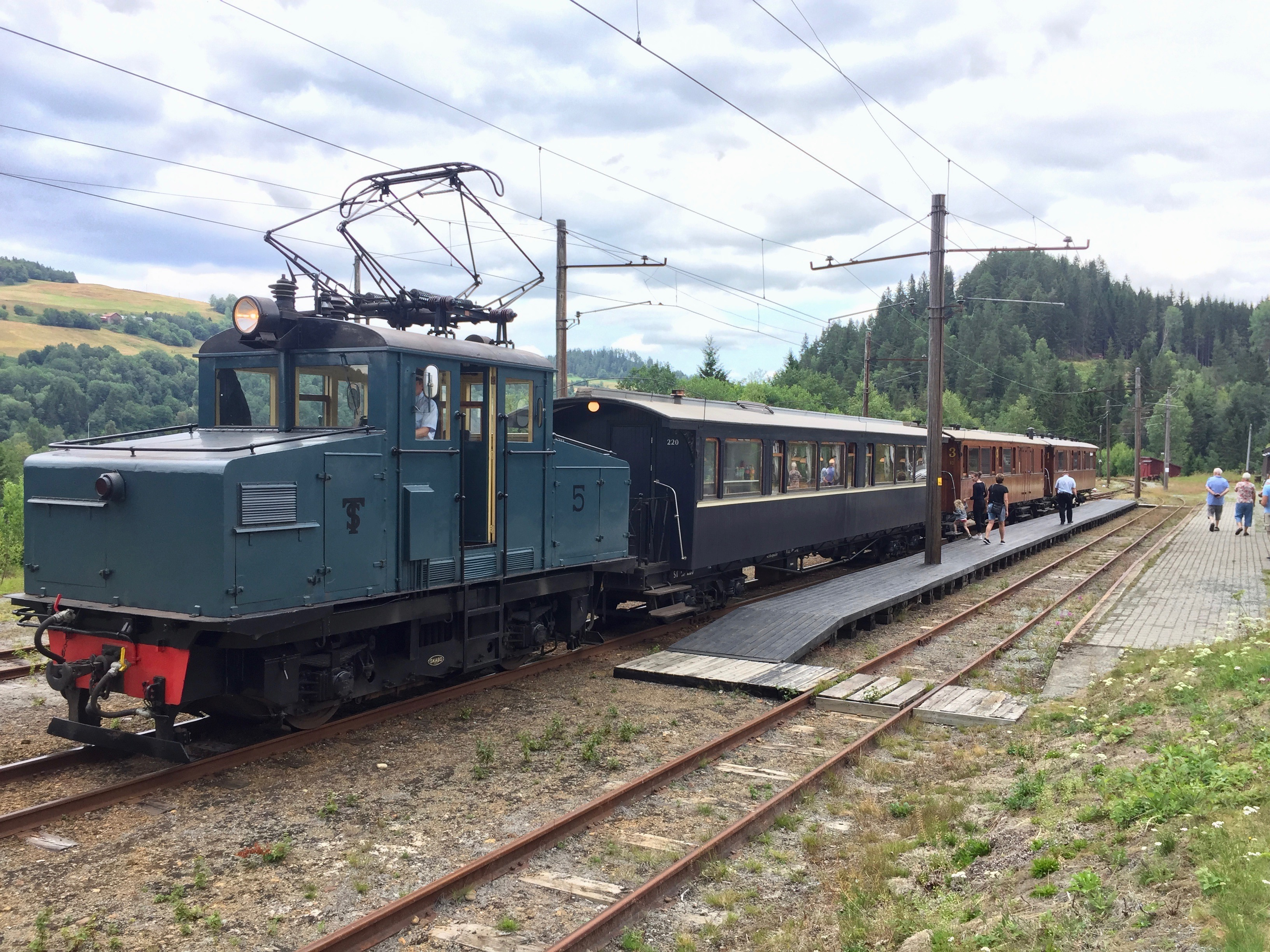
Museumståget på Svorkmo station med den blåa restaurangvagnen Eo 220, 2018.

Järnvägen kom aldrig igång igen och blev snart för omodern för att drivas rationellt. Föreningen Thamhavnbanens Venner bildades den 6 december 1982 för att driva museijärnväg och första tåget mellan Løkken Verk och Svorkmo gick 10 juli 1983, exakt 75 år efter järnvägens officiella invigning. Tre år senare förlängdes linjen till Solbusøy och senare samma år övertog ’’Museerna på Løkken’’, nu Orkla Industrimuseum, driften och museerna vid gruvorna i Løkken. År 1990 utvidgades museijärnvägen till Fannrem och 1997 började man bygga ut den till Bårdshaug. När den nya sträckan invigdes 30 september 2001 av kronprins Haakon så var 22 kilometer av spåren i drift. Tre av de ursprungliga personvagnarna från 1908, CFo 9, CFo 10 och Co 11, används i museitrafiken och en fjärde, Co 12, används av Setesdalsbanen. Museet har också en restaurangvagn, Eo 220, som är byggd på en ram från en NSB-vagn. Den 19 december 2013 kulturskyddades den 25 km långa järnvägen och 18 byggnader av Riksantikvaren.